# Pippa Bacca
Pippa Bacca, född 9 december 1974 i Milano, död 31 mars 2008 i Gebze, Turkiet, var en italiensk konstnär som främst ägnade sig åt performance. 

## Biografi
Bacca, som var systerdotter till Piero Manzoni, genomförde bland annat projektet Mutazioni chirurgiche, vilket innebar att hon modifierade upphittade blad och löv i skogen så att de liknade blad från andra växtarter. I mars 2008 gav sig Bacca och hennes konstnärskollega Silvia Moro iväg på en fredsresa till Mellanöstern. De kallade sig för Spose in Viaggio ("Brudar på turné") och färdades, iförda brudklänning, genom elva länder, där de förespråkade global harmoni. Målet var bland annat att visa för västvärlden hur fridfull den muslimska kulturen är. I slutet av mars anlände de till Turkiet, där Bacca den 31 mars försvann i Gebze i närheten av Istanbul. Polisen kunde spåra upp och gripa en misstänkt gärningsman, då denne hade satt in ett nytt SIM-kort i Baccas mobiltelefon. Han visade polisen till ett skogsområde i Gebze, där han hade gömt Baccas våldtagna kropp.